# 24 juin
Pour les articles homonymes, voir Vingt-Quatre-Juin.
24 mai 24 juillet
Chronologies thématiques
- Croisades
- Ferroviaires
- Sports
- Disney
- Anarchisme
- Catholicisme

Abréviations / Voir aussi
- (° 1852) = né en 1852
- († 1885) = mort en 1885
- a.s. = calendrier julien
- n.s. = calendrier grégorien
- Calendrier
- Calendrier perpétuel
- Liste de calendriers
- Naissances du jour

Le 24 juin est le 175e jour, moins souvent le 176e, de l'année du calendrier grégorien ; il en reste ensuite 190.
Son équivalent était généralement le 6 messidor du calendrier républicain ou révolutionnaire français, officiellement dénommé jour du romarin.
C'est le jour de la fête de la Saint-Jean (voir ci-après in fine), réadaptation christianisée d'anciennes fêtes multi-millénaires païennes marquant les jours les plus longs de l'année dans l'hémisphère nord terrestre voire les plus courts dans des cultures indigènes de l'hémisphère sud.

## Événements

### Vesiècle
- 474 : Flavius Julius Nepos est couronné empereur romain d'Occident à Rome.

### Xesiècle
- 972 ou 979 : bataille de Cedynia (Pologne).

### XIVesiècle
- 1314 : victoire écossaise, à la bataille de Bannockburn.
- 1322 : ordonnance d'expulsion des Juifs de France, exécutée en 1323.
- 1340 : bataille navale de l'Écluse.

### XVesiècle
- 1442 : menacée d'être prise entre deux feux, l'armée anglaise assiégeant Tartas lève le siège et bat en retraite.

### XVIIesiècle
- 1611 : Albert d'Autriche promulgue l'édit perpétuel, dans les Pays-Bas méridionaux (12 juillet ?).
- 1635 : ordonnance du cardinal de Richelieu, prise à la demande du roi de France Louis XIII, accordant aux Arméniens de France la liberté du commerce[1].

### XVIIIesiècle
- 1701 : l' Acte d'établissement, adopté par le Parlement d'Angleterre, devient une loi. Sophie de Hanovre et ses descendants protestants sont les prochains prétendants au trône après Anne, l'héritière apparente de son beau-frère le roi Guillaume III[2] garantissant qu'aucun catholique n'héritera du trône.
- 1713 : signature du traité d'Andrinople, entre le Tsarat de Moscou et l'empire ottoman.
- 1793 : adoption de la Constitution de l'an I, ce 6 messidor an I, qui ne sera finalement jamais appliquée.

### XIXesiècle
- 1812 : pendant la campagne de Russie, la Grande Armée de Napoléon Bonaparte franchit le Niémen, et pénètre dans l'Empire russe.
- 1821 : victoire de Simón Bolívar, à la bataille de Carabobo, lors de la guerre d'indépendance du Venezuela.
- 1859 : victoire sanglante des troupes franco-piémontaises de Napoléon III, sur les forces autrichiennes de François-Joseph, à Solférino, en Italie.
- 1894 : assassinat du président de la République française, Sadi Carnot par Sante Caserio pendant l'Ère des attentats et début des émeutes anti-italiennes lyonnaises.

### XXesiècle
- 1905 : début de la mutinerie du cuirassé Potemkine (date du calendrier grégorien).
- 1940 : signature de l'armistice entre la France et l'Italie.
- 1948 : début du blocus de Berlin par les Soviétiques.
- 1967 : promulgation de la Constitution de la deuxième république du Congo-Kinshasa dite « Constitution révolutionnaire ».
- 1978 : le président yéménite, Ahmed al-Ghachmi, est tué par l'explosion d'une bombe, dissimulée dans l'attaché-case d'un visiteur.[réf. nécessaire]
- 1979 : fondation du Tribunal permanent des peuples, à Bologne (Italie), à l'initiative du sénateur italien Lelio Basso.
- 1984 : manifestation à Paris pour l'école libre, contre le projet de loi Savary, qui sera finalement retiré.

### XXIesiècle
- 2005 : Mahmoud Ahmadinejad est élu président de la république islamique d'Iran.
- 2007 : Gordon Brown remplace Tony Blair, à la tête du Parti travailliste britannique.
- 2012 : Mohamed Morsi est proclamé président élu de la république arabe d’Égypte.
- 2015 : début de la deuxième bataille de Hassaké, pendant la guerre civile syrienne.
- 2016 : désavoué par le résultat du référendum du 23 juin sur le maintien du Royaume-Uni dans l'Union européenne, le Premier ministre britannique David Cameron annonce sa démission pour l'automne[3].
- 2018 : Recep Tayyip Erdoğan est réélu président de la République en Turquie et son parti l'Alliance populaire remporte les élections législatives.
- 2020 : des élections législatives ont lieu en Mongolie afin de renouveler les 76 députés du Grand Khoural du pays[4]. Le Parti du peuple mongol, du Premier ministre Ukhnaagiin Khürelsükh, conserve une écrasante majorité[5].
- 2022 : au moins 27 personnes trouvent la mort et plus de 70 ont disparu alors qu'elles tentaient de traverser la frontière entre le Maroc et l'Espagne, à Melilla.
- 2023 : 
  - le groupe Wagner qui était entré en rébellion la veille contre le gouvernement russe et pris le contrôle de Rostov-sur-le-Don cesse les opérations[6].
  - en Sierra Leone, des élections présidentielle et législatives sont organisées. Le président sortant Julius Maada Bio est réélu[7]

## Arts, culture et religion
- 404 : nouvel exil du patriarche Jean Chrysostome banni de Constantinople sous l'influence de l'impératrice Eudoxie épouse de Flavius Arcadius.[réf. nécessaire]
- 1084 : selon la tradition, Bruno et six compagnons s'installent dans le vallon de la Chartreuse.
- 1717 : les membres de quatre loges londoniennes se réunissent, et fondent la Grande Loge de Londres.
- 1863 : publication de la Vie de Jésus de Renan, succès européen et scandale en France.
- 1935 : La femme silencieuse, opéra de Richard Strauss, créé sous la direction de Karl Böhm à Dresde.
- 1950 : canonisation de Maria Goretti par Pie XII.
- 2018 : création de la Missa Brevis de Thea Musgrave.
- 2022 : sortie de l’album Closure / Continuation de Porcupine Tree

## Sciences et techniques
- 1982 : Jean-Loup Chrétien est le premier spationaute ouest-européen et français à être envoyé dans l'espace, dans la cadre d'une mission "Soyouz T6" franco-soviétique[8].
- 2021 : le physicien Jean Dalibard reçoit la médaille d'or du CNRS[9].

## Économie et société
- 1348 : l'Angleterre est touchée par la peste noire.
- 1497 : découverte officielle du Canada, par le navigateur Jean Cabot, après de premiers abordages vikings des actuels Groenland, Labrador (Vinland), au cours des siècles précédents.
- 1918 : première liaison du service de poste aérienne au Canada, entre Montréal et Toronto[10].
- 1947 : pour la première fois, il est question de « soucoupes volantes ». Kenneth Arnold, un pilote américain, raconte avoir vu neuf objets volants de forme inhabituelle, et dotés d'une vitesse prodigieuse, dans le ciel de l'État de Washington, au-dessus des montagnes Rocheuses.
- 1994 : Étienne Mougeotte lance LCI, chaîne de télévision française d'information en continu.
- 2015 : la justice néerlandaise condamne en première mondiale l'État néerlandais à prendre des mesures pour réduire les émissions de gaz à effet de serre de 25 % dans le pays d'ici à 2020.
- 2021 : aux États-Unis, en Floride, un immeuble d'habitations s'effondre, 159 personnes sont portées disparues à Surfside près de Miami[11].

## Naissances

### XIVesiècle
- 1360 : Nuno Álvares Pereira, connétable portugais entré au Carmel à la fin de sa vie († 1er novembre 1431).

### XVIesiècle
- 1542 : Jean de la Croix, religieux et réformateur espagnol de l'ordre du Carmel, docteur de l'Église († 14 décembre 1591).
- 1562 : François de Joyeuse, cardinal français († 23 août 1615).
- 1591 : Moustapha Ier (مصطفى اول), sultan de l'Empire ottoman de 1617 à 1618 et de 1622 à 1623 († 20 janvier 1639).

### XVIIesiècle
- 1616 : Ferdinand Bol, peintre, graveur et dessinateur néerlandais († 24 juillet 1680).

### XVIIIesiècle
- 1731 : Jón Ólafsson, philologue islandais († 18 juin 1811).
- 1738 : Johann Friedrich Wilhelm Toussaint von Charpentier, géologue et alpiniste allemand († 27 juillet 1805).
- 1740 : Juan Ignacio Molina, prêtre jésuite et naturaliste chilien († 12 septembre 1829).
- 1755 : Jean-Baptiste Cloots, révolutionnaire français d'origine hollandaise († 24 mars 1794).
- 1756 : Théodore de Lameth, général et homme politique français († 18 octobre 1854).
- 1768 : Lazare Hoche, général français de la Révolution († 19 septembre 1797).
- 1774 : Claude du Campe de Rosamel, amiral et homme politique français († 27 mars 1848).
- 1799 : Michel Mycielski : général de brigade polonais († 27 septembre 1849).

### XIXesiècle
- 1804 : Stephan Ladislaus Endlicher, botaniste et linguiste autrichien († 28 mars 1849).
- 1838 : Jan Matejko, peintre polonais († 1er novembre 1893).
- 1845 : Georges Nagelmackers, ingénieur civil et industriel belge († 10 juillet 1905).
- 1846 : Gaston Maspero, égyptologue français († 30 juin 1916).
- 1850 : Horatio Herbert Kitchener, maréchal et homme politique britannique († 5 juin 1916).
- 1858 : « El Ecijano » (Juan Jiménez Ripoll dit), matador espagnol († 5 février 1899).
- 1859 : Marcela Agoncillo, « mère du drapeau philippin », (†30 mai 1946).
- 1860 : Marcel Treich-Laplène, explorateur et  administrateur colonial français († 9 mars 1890).
- 1867 : Juan Gómez de Lesca, matador espagnol († 15 octobre 1896).
- 1882 : Athanase David, homme politique québécois († 26 janvier 1953).
- 1883 : Victor Franz Hess, physicien américain d'origine autrichienne, prix Nobel de physique en 1936 († 17 décembre 1964).
- 1888 : Gerrit Rietveld, stylicien, architecte et ébéniste néerlandais († 25 juin 1964).
- 1895 : Jack Dempsey, boxeur américain, champion du monde des poids lourds († 31 mai 1983).

### XXesiècle
- 1901 : Marcel Mule, saxophoniste français († 19 décembre 2001).
- 1904 : Phil Harris (Wonga Phillip Harris dit), chanteur, compositeur, jazzman, acteur radio et de doublage, chef d'orchestre américain († 11 août 1995).
- 1905 : Georgia Hale, actrice américaine († 7 juin 1985).
- 1906 : Pierre Fournier, violoncelliste français († 8 janvier 1986).
- 1909 : Katherine Dunham, danseuse et chorégraphe afro-américaine († 21 mai 2006).
- 1910 : Jean-Julien Bourgault, sculpteur québécois († février 1996).
- 1911 :
  - Juan Manuel Fangio, coureur automobile argentin († 17 juillet 1995).
  - Ernesto Sábato, écrivain argentin († 30 avril 2011).
- 1912 : Mary Wesley, romancière anglaise († 30 décembre 2002).
- 1914 : 
  - Myroslav Ivan Lubachivsky (Мирослав Іван Любачівський), cardinal ukrainien archevêque de Lviv († 14 décembre 2000).
  - Jan Karski, résistant polonais, Juste parmi les nations († 13 juillet 2000).
- 1915 : Fred Hoyle, cosmologiste britannique († 20 août 2001).
- 1918 : Peter Shaw, acteur et producteur de cinéma britannique († 29 janvier 2003).
- 1923 :
  - Yves Bonnefoy, poète français († 1er juillet 2016).
  - Marc Riboud, photographe français († 30 août 2016).
- 1924 : John Hansen, footballeur en entraîneur danois († 12 janvier 1990).
- 1927 :
  - Fernand Dumont, sociologue, essayiste et poète québécois († 1er mai 1997).
  - Claude Verlinde, artiste peintre français († 18 septembre 2020).
- 1928 : Jen Roger, chanteur québécois († 13 décembre 2016).
- 1929 : Jean-Claude Darnal, chanteur, compositeur, interprète et écrivain français († 12 avril 2011).
- 1930 : Claude Chabrol, réalisateur et metteur en scène français († 12 septembre 2010).
- 1931 : 
  - Billy Casper, golfeur américain († 7 février 2015).
  - Gaston Flosse, homme politique français de Polynésie française.
- 1932 :
  - « Antoñete » (Antonio Chenel Albaladejo dit), matador espagnol († 22 octobre 2011).
  - Janine Garrisson, historienne, professeure, et femme de lettres française († 22 janvier 2019).
  - David McTaggart, environnementaliste canadien, fondateur de Greenpeace International († 23 mars 2001).
- 1934 : 
  - Maria Carta, chanteuse italienne († 22 septembre 1994).
  - Jean-Pierre Ferland, chanteur québécois († 27 avril 2024).
- 1935 : Terry Riley, compositeur contemporain américain.
- 1936 : Élizabeth Chouvalidzé, actrice québécoise.
- 1938 : 
  - Lawrence Block, écrivain américain.
  - Boris Lagutin, boxeur soviétique, double champion olympique († 4 septembre 2022).
- 1939 : Brigitte Fontaine, chanteuse française.
- 1940 :
  - Louise Latraverse, actrice québécoise.
  - Maurizio Mosca, journaliste et présentateur de télévision italien († 3 avril 2010).
  - Vittorio Storaro, directeur de la photographie italien.
  - François Vendasi, entrepreneur et homme politique français († 21 novembre 2022).
- 1941 : Julia Kristeva, critique littéraire, psychanalyste, écrivaine et professeure française.
- 1942 :
  - Arthur Brown, chanteur britannique.
  - Michele Lee, actrice américaine.
- 1943 : Jean-Louis Foulquier, animateur radio et comédien français († 10 décembre 2013).
- 1944 :
  - Jeff Beck, musicien britannique. († 10 janvier 2023).
  - Ticky Holgado (Joseph Holgado dit), acteur français († 22 janvier 2004).
  - Chris Wood, musicien britannique du groupe Traffic († 12 juillet 1983).
- 1945 :
  - Colin Blunstone, chanteur anglais du groupe The Zombies.
  - Wayne Cashman, joueur de hockey sur glace canadien.
  - George E. Pataki, homme politique américain.
  - Betty Stöve, joueuse de tennis professionnelle néerlandaise.
- 1946 :
  - David Collenette, homme politique canadien.
  - Ellison Onizuka, astronaute américain († 28 janvier 1986).
- 1947 :
  - Mick Fleetwood, batteur anglais du groupe Fleetwood Mac.
  - Armand Langlois, peintre français.
  - Peter Weller, acteur américain.
- 1948 : Patrick Moraz, claviériste suisse des groupes Yes et The Moody Blues.
- 1949 :
  - François Heisbourg, analyste géopolitique franco-luxembourgeois.
  - John Illsley, musicien britannique, bassiste du groupe Dire Straits.
- 1950 : Nancy Allen, actrice américaine.
- 1951 : Hervé Louboutin, journaliste et éditeur français.
- 1953 : Gérard Presgurvic, auteur, parolier, compositeur interprète français.
- 1957 : Jean-François Vlérick, comédien et doubleur vocal français (issu de la famille Maurin).
- 1958 :
  - Jean Charest, homme politique canadien, Premier ministre du Québec de 2003 à 2012.
  - John Tortorella, entraîneur de hockey sur glace américain.
- 1959 : Richard Melillo, judoka français.
- 1961 :
  - Bernie Nicholls, joueur de hockey sur glace canadien.
  - Curt Smith, chanteur et bassiste du groupe Tears for Fears.
  - Natalia Chapochnikova, gymnaste soviétique, double championne olympique.
- 1964 :
  - Maryse Burgot, journaliste française (bretonne) de télévision.
  - Jean-Luc Delarue, animateur et producteur français de télévision († 23 août 2012).
  - Gary Suter, joueur de hockey sur glace américain.
- 1965 :
  - Claude Bourbonnais, pilote et instructeur automobile québécois.
  - Uwe Krupp, joueur de hockey sur glace allemand.
  - Petchtai Wongkamlao, acteur thaïlandais.
- 1966 : Erika Mészáros, kayakiste hongroise, championne olympique.
- 1967 :
  - Sherry Stringfield, actrice américaine.
  - Richard Zven Kruspe, guitariste allemand du groupe Rammstein.
- 1968 : Christian Klees, tireur sportif allemand, champion olympique.
- 1969 :
  - Julie Brochen, actrice et metteuse en scène de théâtre française.
  - Nicodemo Gentile, avocat d'enquête et personnage de télévision italien.
  - Sissel Kyrkjebø dite Sissel, chanteuse (soprano) norvégienne, musicienne « crossover ».
- 1970 : Glenn Medeiros, chanteur américain.
- 1971 : Inal Sherip, réalisateur et scénariste belge.
- 1972 : Robbie McEwen, cycliste australien, spécialiste du sprint.
- 1973 : Jonathan Lambert, humoriste français.
- 1976 : Marc Beaupré, acteur québécois.
- 1978 :
  - Scott McClanahan, écrivain américain.
  - Emppu Vuorinen, musicien finlandais, guitariste de Nightwish.
- 1982 : Jarret Stoll, joueur de hockey sur glace professionnel canadien.
- 1987 :
  - Lionel Messi, joueur de football argentin.
  - Hany Soh, femme politique singapourienne.
- 1989 : Alexandr Magala, artiste avaleur de sabre et danseur moldave.
- 1991 : Amina Benabderrahmane, lutteuse algérienne.
- 1992 : Rie Kitahara (北原里英), chanteuse japonaise.
- 1995 : Hervin Ongenda, joueur de football français.
- 1998 : Pierre-Luc Dubois, joueur de hockey sur glace professionnel canadien.

### XXIesiècle
- 2004 : Erika Andreeva, joueuse de tennis russe.

## Décès

### XIIesiècle
- 1135 (ou 8 juillet 1134) : Raingarde de Semur, religieuse bénédictine française bourguignonne vénérée par ses pairs bénédictins comme bienheureuse bien que ni béatifiée ni canonisée par Rome (° vers 1071).

### XIIIesiècle
- 1253 : Amédée IV de Savoie, 10e comte de Savoie, d'Aoste et de Maurienne, et seigneur de Piémont, de 1233 à 1253 (° 1197).

### XVIesiècle
- 1519 : Lucrèce Borgia, fille du pape Alexandre VI et sœur de César Borgia (° 18 avril 1480).

### XVIIesiècle
- 1601 : Henriette de Nevers, noble française (° 31 octobre 1542).
- 1637 : Nicolas-Claude Fabri de Peiresc, astronome, archéologue et philosophe français (° 1er décembre 1580).
- 1640 : Christophe de Champagne, baron de Neuvillette, capitaine d'une compagnie de chevau-légers, une des victimes du siège d'Arras, inspirateur du Christian de Neuvillette d'Edmond Rostand, dans Cyrano de Bergerac (° inconnue).

### XVIIIesiècle
- 1768 : Marie Leszczyńska, princesse de Pologne et reine de France, épouse de Louis XV (° 23 juin 1703).

### XIXesiècle
- 1858 : Ludwig Thienemann, médecin et naturaliste allemand (° 25 décembre 1793).
- 1875 : Henri Labrouste, architecte français (° 11 mai 1801).
- 1886 : 
  - Paul Louis Séraphin Jenoudet, peintre français (° 21 mars 1853).
  - William King, géologue britannique (° 22 avril 1809).

### XXesiècle
- 1908 : Grover Cleveland, homme politique américain, président des États-Unis de 1885 à 1889 puis de 1893 à 1897 (° 18 mars 1837).
- 1917 : Carlo Maria Piazza, aviateur italien (° 21 mars 1871).
- 1923 : Edith Södergran, poétesse finlandaise d’expression suédoise (° 4 avril 1892).
- 1935 : Carlos Gardel, chanteur de tango argentin (° 11 décembre 1890).
- 1940 : Joseph Meister, Alsacien connu enfant comme premier cas d'être humain guéri et vacciné contre la rage (° 21 février 1876).
- 1943 : Camille Roy, prélat, enseignant et critique littéraire québécois (° 22 octobre 1870).
- 1944 : Rio Gebhardt, pianiste, chef d'orchestre et compositeur allemand (° 1er novembre 1907).
- 1945 : José Luis Gutiérrez Solana, peintre espagnol (° 28 février 1886).
- 1969 : Josef Honys, poète, peintre et écrivain tchèque (° 10 juin 1922).
- 1975 : Luigi Raimondi, cardinal italien, préfet de la Congrégation pour les causes des saints (° 25 octobre 1912).
- 1977 : André-Gilles Fortin, homme politique québécois (° 13 novembre 1943).
- 1984 : Clarence Campbell, gestionnaire de hockey sur glace canadien, président de la Ligue nationale de hockey (° 9 juillet 1905).
- 1987 : Jackie Gleason, acteur, producteur, compositeur et chef d’orchestre américain (° 26 février 1916).
- 1991 : Franz Hengsbach, cardinal allemand, évêque d'Essen (° 10 septembre 1910).
- 1994 : Jean Vallerand, musicien, compositeur, critique musical et professeur québécois (° 24 décembre 1915).
- 1996 : Jacques Griffe, grand couturier français (° 29 novembre 1909).
- 1997 :
  - Brian Keith, acteur américain (° 14 novembre 1921).
  - Jacques Van der Schueren, homme politique belge (° 30 juillet 1921).
- 1998 : Jean Mercure, acteur, metteur en scène et homme de théâtre français (° 27 mars 1909).
- 1999 : Adelita del Campo, danseuse et actrice républicaine espagnole, résistante de la Seconde Guerre mondiale (° 3 août 1916).
- 2000 :
  - Vera Atkins, agent des services secrets britanniques durant la Seconde Guerre mondiale (° 16 juin 1908).
  - David Tomlinson, acteur britannique ayant servi dans la Royal Air Force (° 7 mai 1917).

### XXIesiècle
- 2001 : Igor Barrère, docteur en médecine, journaliste et homme de télévision français (° 17 décembre 1931).
- 2002 : Pierre Werner, homme politique luxembourgeois, Premier ministre de Luxembourg de 1959 à 1974 puis de 1979 à 1984 (° 29 décembre 1913).
- 2006 : Édouard Landrain, homme politique français (° 1er juillet 1930).
- 2007 :
  - Gillian Baverstock (en) (née Gillian Mary Pollock), auteure et intervenante britannique, essentiellement sur sa mère l'autrice pour la jeunesse Mrs. Enid Blyton dont elle était la fille aînée, et sur ses propres enfance et vie (° 15 juillet 1931).
  - Derek Dougan, footballeur nord-irlandais (° 20 janvier 1938).
  - Léon Jeck, footballeur belge (° 2 février 1947).
  - Hans Sturm, footballeur allemand (° 3 septembre 1935).
- 2008 :
  - Ruth Cardoso, anthropologue brésilienne, ancienne première dame, (° 19 septembre 1930).
  - Leonid Hurwicz, économiste américain (° 21 août 1917).
  - Viktor Kouzkine, hockeyeur sur glace soviétique puis russe (° 6 juillet 1940).
  - Józef Szajna, scénographe polonais (° 13 mars 1922).
- 2009 : Roméo LeBlanc, journaliste, homme politique et sénateur canadien, gouverneur général du Canada de 1995 à 1999 (° 18 décembre 1927).
- 2011 : Tomislav Ivic, entraîneur de football (° 30 juin 1933).
- 2014 : Eli Wallach, acteur américain (° 7 décembre 1915).
- 2015 : Henri Bon, comédien français, le facteur de L'île aux enfants (° 8 mars 1932).
- 2016 :
  - Charles Chaynes, compositeur et académicien français ès beaux-arts (° 11 juillet 1925).
  - Andries Kinsbergen, homme politique belge (° 25 septembre 1926).
- 2017 :
  - Nils Nilsson, hockeyeur sur glace suédois (° 8 mars 1936).
  - Maurice Obréjan, homme d'affaires et résistant français (° 28 novembre 1924).
  - Claude C. Pierre, poète et enseignant haïtien (° 28 février 1941).
  - Véronique Robert, journaliste franco-suisse (° 19 juillet 1962).
  - Victòria Pujolar Amat, résistante républicaine espagnole (° 28 juillet 1921).
- 2018 :
  - Stanley Anderson, acteur américain (° 23 octobre 1939).
  - Frank Heart, ingénieur américain (° 15 mai 1929).
  - Josip Pirmajer, footballeur yougoslave puis serbe (° 14 février 1944).
  - Jacques Saadé, homme d'affaires franco-libano-syrien (° 7 février 1937).
  - Paul-Louis Thirard, journaliste et critique de cinéma français (° 30 octobre 1932).
- 2019 :
  - Janet Arnott, curleuse canadienne (° 17 avril 1956).
  - Billy Drago, acteur et producteur de cinéma américain (° 30 novembre 1945).
  - Iván Erőd, compositeur et pianiste autrichien (° 2 janvier 1936).
  - Ekaterina Mikhailova-Demina, militaire soviétique puis russe (° 22 décembre 1925).
- 2021 : 
  - Benigno Aquino III, homme d'État philippin (° 8 février 1960).
  - Hind Chelbi, enseignante tunisienne.
  - Juliette Minces, sociologue française (° 18 juillet 1937).
- 2022 : 
  - Joël Kermarrec, peintre français (° 20 juillet 1939).
  - Zhang Sizhi, avocat chinois (° 12 novembre 1927).
- 2023 : 
  - Claude Barzotti, auteur-compositeur-interprète belge d'origine italienne (° 23 juillet 1953).
  - Ian Browne, coureur cycliste sur piste australien (° 22 juin 1931).
  - Margaret McDonagh, femme politique britannique (° 26 juin 1961).
  - Cédric Roussel, footballeur belge (° 6 janvier 1978).
  - Dean Smith (athlétisme), athlète de sprint puis cascadeur américain (° 15 janvier 1932).
  - Taufa Vakatale, diplomate puis femme politique fidjienne (° ? 1938).
  - Rachel Yakar, cantatrice française (° 3 mars 1936).

## Célébrations

### Mondiales
Lutte contre l'abandon des animaux domestiques : Journée mondiale contre l'abandon des animaux domestiques.

### Internationales
Franc-maçonnerie : solstice d'été (calendrier maçonnique).

### Nationales
- Amazonas (Brésil) : dia do Caboclo / fête des Caboclos.
- Biélorussie, Pologne (Union européenne), Russie, Ukraine : Ivan Kupala Day / « fête d'Ivan Kupala » ou de Saint Jean le Baptiste (en bélarusse : Купалле ; en polonais : Noc Kupały ou Noc Świętojańska ; en russe : Иван-Купала ; en ukrainien : Івана Купала).
- Cuzco (Pérou) : Inti Raymi, fête inca du soleil.
- France (Union européenne à zone euro), voire autres contrées du monde : date possible pour la marche des fiertés LGBT le dernier samedi de juin, soit entre les 24 et 30 juin.
- Iquitos (Pérou) : fête de Saint-Jean (es)[12].
- Manille (Philippines) : araw ng Maynila / día de Manila, fête célébrant la fondation de cette capitale par le conquistador Miguel López de Legazpi en 1571[13].
- Québec (Canada) : saint-Jean-Baptiste, fête nationale du Québec.

### Religieuses
- Bahaïsme : premier jour du mois de la miséricorde (Raḥmat رحمة) dans le calendrier Badí‘.
- Christianisme :
  - nativité de saint Jean-Baptiste (fête de la Saint-Jean substituée à certains égards aux fêtes païennes du solstice d'été dans le catholicisme) ;
  - station dans la fondation du patriarche Jean, avec lectures de : Prov. 8, 4-11 ; Mal. 4, 5(-6) (sur le retour d'Élie) ; Ac. 13, 17(-38) ; Héb. 11, 32(-40) ; et de Lc 1, 57-80 ; tout cela dans le lectionnaire de Jérusalem.

### Saints des Églises chrétiennes

#### Saints des Églises catholiques et orthodoxes
Référencés ci-après in fine, :
- Agoard († Ve siècle) et Aglibert, martyrs à Créteil.
- Gohard de Nantes († 843) évêque de Nantes commémoré le 25 juin en orient[16].
- Jean le Baptiste / le baptiseur (dans les eaux du fleuve Jourdain au Ier siècle), fête de sa nativité fixée à six mois jour pour jour avant et après la veille de celle fixée pour son cousin Jésus de Nazareth.
- Orence et ses frères († v. 304), martyrs.
- Rombaut de Malines († 775) évêque missionnaire.
- Simplice († 420) évêque d'Autun.
- Théodulphe († 776) abbé de Lobbes.

#### Saints et bienheureux des Églises catholiques?
Outre les saints œcuméniques voire pré-schismatiques ci-avant, aux dates parfois "juliennes" sinon orientales ...
- Barthélemy de Farne († 1193) ermite anglais.
- Joseph Yuan Zaide († 1817) prêtre et martyr en Chine.
- Marie Guadalupe († 1963) religieuse mexicaine et fondatrice des servantes de Ste Marguerite-Marie.
- Raingarde de Semur († 1135) bienheureuse laïque et mère de famille devenue moniale au prieuré de Marcigny.
- Théodgar (en) († 1065) évangélisateur du Jutland.

#### Saint orthodoxe
- Antoine de Dymsk (ru) († 1224), originaire de Novgorod, higoumène (abbé) à Constantinople, ermite à proximité du lac Dyma en Russie[15], aux dates éventuellement "juliennes" / orientales.
- Jean le Nouveau († 1332), martyr.

### Prénoms du jour
Bonne fête aux Jean-Baptiste, son diminutif familier J.-B. (JiBé) ;
- aux Baptiste et ses variantes : Baptistin au masculin et Baptistine au féminin.
- Aux Jean, ses variantes et diminutifs parfois importés de langues étrangères mais utilisés en français, tels : Gianni, Gino, Ginot, Giovanni, Hans, Hansi, Ioan, Ion, Jan, Django, Jango, János, Jeannick, Jeannot, Jeanot, Jeanty, Jehan, Jehann, John, Johnn, Johnnie, Johnny, Johns, Johny, Juan, Juanito et Juann, Yan(n)is, Johannes, Yohan(n), Johan(n), Yoan(n) ; à toutes ces variantes linguistiques ainsi qu'aux innombrables prénoms composés à partir de Jean (voir 27 décembre, saint-Jean d'hiver -l'apôtre et évangéliste-, etc.).
- Yann, Yan et leurs nombreuses variantes supra, tant masculines que féminines.

Et aussi aux Tutael, autre prénom bretonnant (celtisant).

## Traditions et superstitions

### Dictons
- « À la saint-Jean, les jours les plus grands. »
- « À la saint-Jean, le raisin pend. »[17]
- « À la saint-Jean, qui voit une pomme en voit cent. »
- « À la saint-Jean, verjus pendant, argent comptant. »
- « Autant de jours que l'oignon de lys fleurit après la saint-Jean, autant de jours on vendangera en septembre. »
  - ou « ... autant de jours que la vendange sera retardée après la saint-François. » [4 octobre][18]
- « Avant saint-Jean, pluie bénite ; après saint-Jean, pluie maudite. »
- « De Saint Jean à Saint Pierre [29 juin], la semaine des haricots. »[17]
- « De Saint Jean la pluie, fait noisette pourrie. »
- « Du jour de Saint Jean la pluie fait la noisette pourrie. »
- « Eau de Saint Jean ôte le vin, et ne donne point de pain. »
- « Eau de Saint Jean, peu de vin et pas de froment. »[17]
- « La nuit de Saint Jean est la plus courte de l'an. »[19]
- « La pluie de la saint-Jean, enlève noisettes et glands. »
- « La pluie de Saint Jean, emporte la noix et le gland. »
- « Montre-moi une olive à la saint-Jean, je t'en montrerai mille à la Toussaint. »
- « Pluie à la saint-Jean, dure longtemps. »
- « Pluie de Saint Jean noie les noisettes, mais beau temps de Saint Pierre les rachète. »[17]
- « Pour les prunes à la saint-Jean, qu'on en vole une, on en voit cent. »
- « Quand il pleut le jour de Saint Jean, l'orge s'en va dépérissant. »
- « Saint Jean doit une averse, s'il ne la paie, Saint Pierre la verse. »[17]
- « Si l'on veut avoir une belle récolte, il faut coucher sur son fumier la nuit qui précède saint-Jean. »

### Astrologie
Signe du zodiaque : 3e jour du signe astrologique du cancer.

## Toponymie
Plusieurs voies, places, sites ou édifices de pays ou provinces francophones contiennent cette date du jour dans leur nom sous différentes graphies : voir Vingt-Quatre-Juin .